# Campeonato Europeo de Esgrima de 1981
El I Campeonato Europeo de Esgrima se realizó en Foggia (Italia) en 1981 bajo la organización de la Confederación Europea de Esgrima (CEE) y la Federación Italiana de Esgrima.

## Medallistas

### Masculino
| Evento             | Oro                     | Plata                      | Bronce                     |
| ------------------ | ----------------------- | -------------------------- | -------------------------- |
| Florete individual | Andrea Borella · Italia | Angelo Scuri · Italia      | Petru Kuki · Rumania       |
| Espada individual  | Angelo Mazzoni · Italia | Stéphane Ganeff · Bélgica  | Zoltán Székely · Hungría   |
| Sable individual   | Imre Gedövari · Hungría | Jacek Bierkowski · Polonia | Ferdinando Meglio · Italia |

### Femenino
| Evento             | Oro                      | Plata                     | Bronce               |
| ------------------ | ------------------------ | ------------------------- | -------------------- |
| Florete individual | Anna Sparaciari · Italia | Dorina Vaccaroni · Italia | Cornelia Hanisch RFA |

## Medallero
| Núm. | País    | Oro | Plata | Bronce | Total |
| ---- | ------- | --- | ----- | ------ | ----- |
| 1    | Italia  | 3   | 2     | 1      | 6     |
| 2    | Hungría | 1   | 0     | 1      | 2     |
| 3    | Bélgica | 0   | 1     | 0      | 1     |
| 3    | Polonia | 0   | 1     | 0      | 1     |
| 5    | RFA     | 0   | 0     | 1      | 1     |
| 5    | Rumania | 0   | 0     | 1      | 1     |
|      | TOTAL   | 4   | 4     | 4      | 12    |